# Morād Hādī
Morād Hādī är en ort i Iran.   Den ligger i provinsen Khuzestan, i den västra delen av landet, 500 km sydväst om huvudstaden Teheran. Morād Hādī ligger 86 meter över havet och antalet invånare är 101.
Terrängen runt Morād Hādī är mycket platt. Runt Morād Hādī är det ganska tätbefolkat, med 96 invånare per kvadratkilometer. Närmaste större samhälle är Susa, 7,0 km väster om Morād Hādī. Trakten runt Morād Hādī består till största delen av jordbruksmark.